# Viktor Alekszandrovics Sapovalov
Viktor Alekszandrovics Sapovalov (oroszul: Виктор Александрович Шаповалов) (Sztyerlitamak, 1965. március 4. –) orosz autóversenyző.

## Pályafutása
2007-ben a Russian Bears Motorsport alakulatával a túraautó-világbajnokság két versenyén vett részt. Viktor a holland, valamint a spanyol futamokon állt rajthoz. A privát versenyzők értékelésében összesen öt pontot szerzett.
A 2008-as világbajnokság összes európai versenyén indult egy Lada 110-esel. A szezon alatt négy pontot gyűjtött a független pilóták értékelésében.
A 2009-es szezonban már a Lada gyári csapatával vett részt. Az év folyamán egy alkalommal sem végzett pontszerző helyen.
A 2013-as szezonban a Lada gyári csapatának a Lada Sport Lukoil csapatfőnöke.

## Eredményei

### Túraautó-világbajnokság
Eredménylista
| Év   | Csapat                   | Autó         | 1   | 1   | 2   | 2   | 3   | 3   | 4   | 4   | 5   | 5   | 6   | 6   | 7   | 7   | 8   | 8   | 9   | 9   | 10  | 10  | 11  | 11  | 12  | 12  | Hely | Pont |
| 2007 | Russian Bears Motorsport | BMW 320i     | CUR | CUR | ZAN | ZAN | VAL | VAL | PAU | PAU | BRN | BRN | POR | POR | AND | AND | OSC | OSC | BRA | BRA | MON | MON | MAC | MAC |     |     | -    | 0    |
| ---- | ------------------------ | ------------ | --- | --- | --- | --- | --- | --- | --- | --- | --- | --- | --- | --- | --- | --- | --- | --- | --- | --- | --- | --- | --- | --- | --- | --- | ---- | ---- |
| 2007 | Russian Bears Motorsport | BMW 320i     |     |     | 19  | 23  | 20  | 21  |     |     |     |     |     |     |     |     |     |     |     |     |     |     |     |     |     |     | -    | 0    |
| 2008 | Russian Bears Motorsport | Lada 110 2.0 | CUR | CUR | PUE | PUE | VAL | VAL | PAU | PAU | BRN | BRN | EST | EST | BRA | BRA | OSC | OSC | IMO | IMO | MON | MON | OKA | OKA | MAC | MAC | -    | 0    |
| 2008 | Russian Bears Motorsport | Lada 110 2.0 |     |     |     |     | 20  | Ki  | Nk  |     | Ki  | 18  | Ki  | 24  | 19  | 20  | 20  | 23  | Ki  | Ni  | Ki  | 22  |     |     |     |     | -    | 0    |
| 2009 | LADA Sport               | LADA 110 2.0 | CUR | CUR | PUE | PUE | MAR | MAR | PAU | PAU | VAL | VAL | BRN | BRN | POR | POR | BRA | BRA | OSC | OSC | IMO | IMO | OKA | OKA | MAC | MAC | 29.  | 0    |
| 2009 | LADA Sport               | LADA 110 2.0 | 13  | 23  | 19  | 19  | 22  | 17  | 17  | 15  | 20  | 21  | 16  | 20  |     |     |     |     |     |     |     |     |     |     |     |     | 29.  | 0    |
| 2009 | LADA Sport               | LADA Priora  |     |     |     |     |     |     |     |     |     |     |     |     |     |     |     |     | Ki  | 24  |     |     |     |     |     |     | 29.  | 0    |